# Xerophyllum tenax
Xerophyllum tenax (sin. Helonias tenax) es una especie herbácea perenne perteneciente a la familia  Melanthiaceae, relacionada estrechamente con las  Liliaceae. 

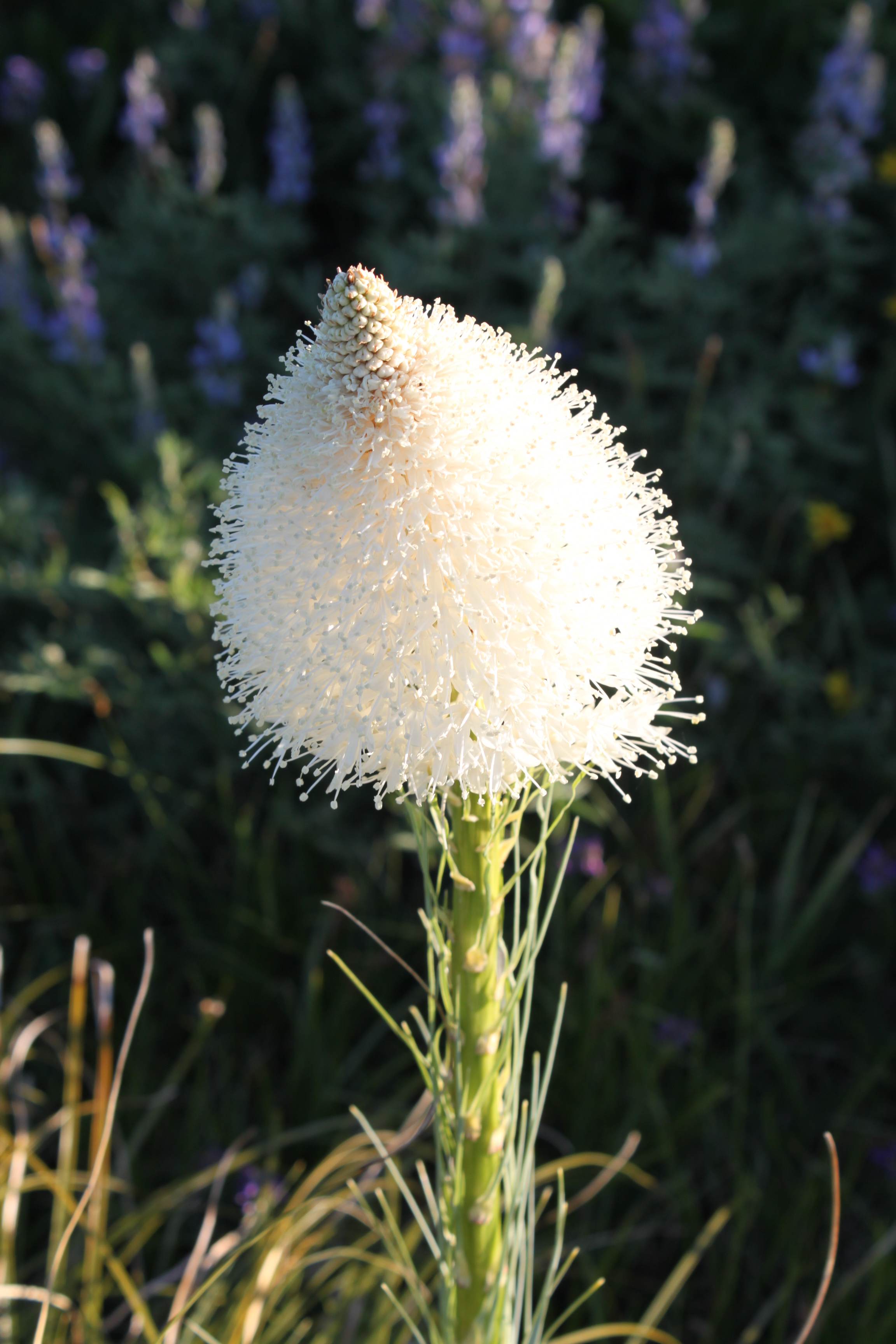
Detalle

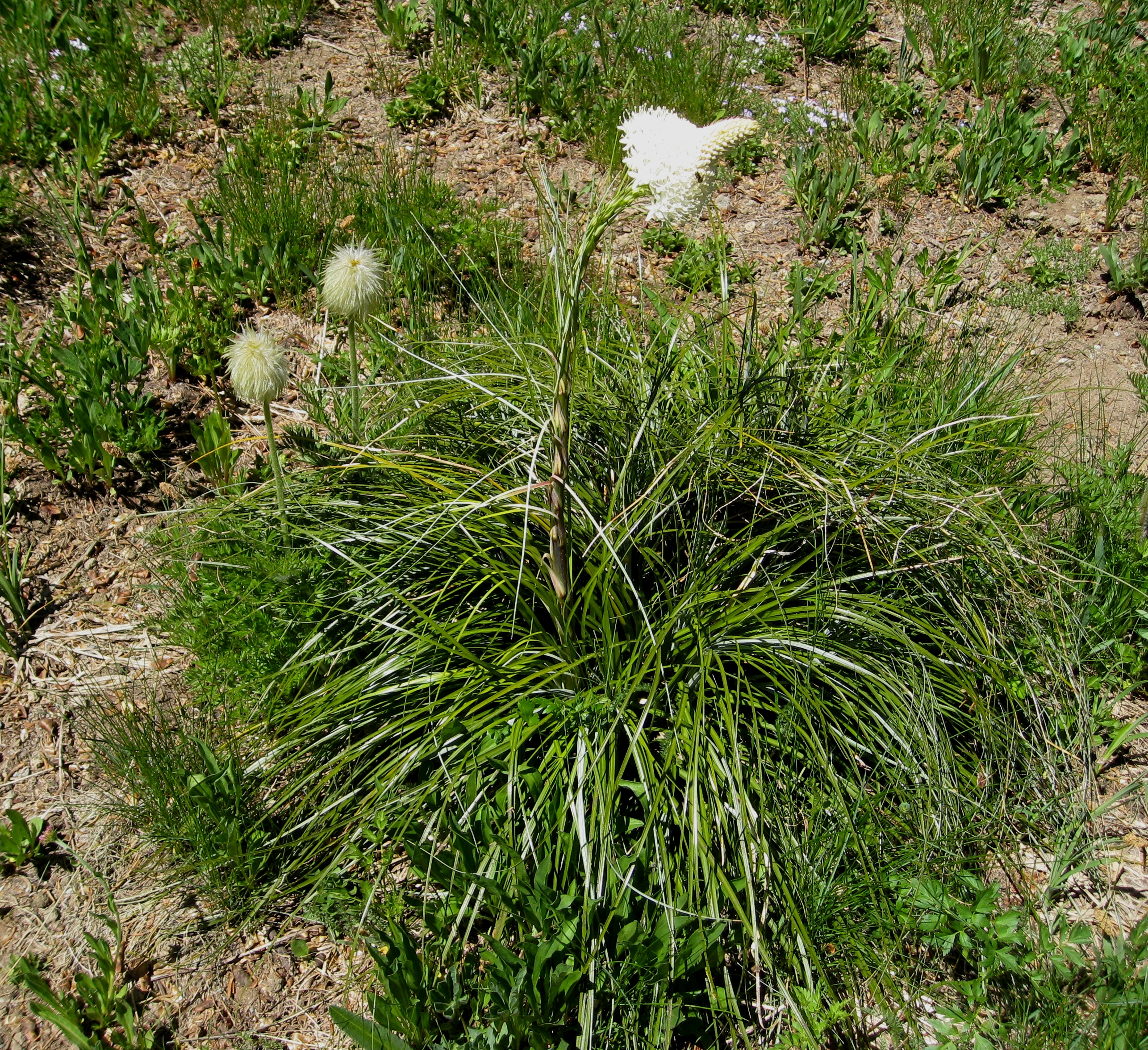
Vista de la planta

## Distribución y hábitat
Se encuentran en el oeste de Norteamérica, desde Columbia Británica hasta California y al este hasta Wyoming, también en las tierras bajas del cinturón costero de California.

## Descripción
Pueden alcanzar los 15-150 cm de amplitud, creciendo en matojos con las hojas agrupadas y extendiéndose desde un pequeño tallo a nivel del suelo. Las hojas tienen  30-100 cm de longitud y  2-6 mm de ancho, son de color verde oliva con los márgenes dentados. Sus flores son suavemente fragantes.
X. tenax es una parte importante de la ecología del fuego en las zonas de donde son nativas, ya que su rizoma sobrevive al fuego aunque la planta se queme. La planta es una de las primeras en aparecer en las zonas quemadas. 

## Taxonomía
Xerophyllum tenax fue descrita por (Pursh) Nutt. y publicado en The Genera of North American Plants 1: 235. 1818.
Etimología
Xerophyllum: nombre genérico que deriva del griego y significa "con hojas secas", en alusión a las duras hojas persistentes.
tenax: epíteto latíno que significa "tenaz"
Sinonimia
- Helonias tenax Pursh
- Melanthium spicatum Walter
- Xerophyllum douglasii S.Watson